# Fry and the Slurm Factory
«Fry and the Slurm Factory» (укр. «Фрай і фабрика Сьорбу») — тринадцята і остання серія першого сезону анімаційного серіалу «Футурама», що вийшла в ефір у Північній Америці 15 листопада 1999 року.

Автор сценарію: Льюїс Мортон.

Режисер: Рон Хаґарт.

## Сюжет
Серія відкривається рекламою популярного у XXXI столітті безалкогольного напою «Сьорб» (англ. Slurm), в якій оголошується конкурс: той, хто знайде золоту пляшкову кришечку в банці сьорбу, буде нагороджений подорожжю на плантеу Черв'якон (англ. Wormulon), де знаходиться фабрика з виробництва напою, а також участю у вечірці разом із талісманом компанії-виробника — Сьорбом Маккензі. Фрай вирішує спробувати знайти кришечку, споживаючи сьорб у колосальній кількості.
З'являється хворий Бендер з температурою тіла 900° F (482° C). Щоби з'ясувати причину його хвороби, професор Фарнсворт пропонує скористатися своїм новим винаходом — ультра-рентгеном, який здатний просвічувати навіть метал і дозволяє зазирнути всередину будь-чого. Вилікувавши Бендера, чия хвороба була викликана вкраденим в Емі годинником, який застряг у механізмі робота, професор залишає ультра-рентген Фраю і Бендеру. Зрозумівши, що прилад допоможе знайти кришечку в банці, Фрай з Бендером розпочинають пошуки. Після перевірки «90 тисяч» банок вони нарешті полишають цю ідею і повертають ультра-рентген професору. Фрай відкриває чергову банку сьорбу і раптово знаходить у ній кришечку (вона застрягає у нього в горлі).
Команда «Міжпланетного експреса» прибуває на планету Черв'якон, де їх зустрічає директор фабрики Слизько́ (англ. Glurmo). Група вирушає на екскурсію в човні по річці з сьорбу, що протікає крізь фабрику, і бачать її працівників — «ґронка-лонків» — які співають пісень. Намагаючись напитися з річки, Фрай падає за борт човна. Ліла стрибає слідом за ним на допомогу, а Бендер — просто за компанію. Трійцю засмоктує потужний вир, і вони опиняються у печері під фабрикою
Тут з'ясовується, що фабрика, яку їм показували на екскурсії — фальшивка. Пробираючись печерою, друзі виявляють справжнє виробництво і дізнаються про істинну природу сьорбу: це виділення велетенського черв'яка — Королеви Сьорбу. Команду захоплюють у полон черв'яки-вартові. Для того, щоби секрет сьорбу не було розголошено, полонених вирішують стратити: Бендер має бути переробленим на бляшанки, Лілу занурюють у чан із «королівським сьорбом», внаслідок чого вона має перетворитися на другу Королеву Сьорбу, а Фраю пропонують концентрований «супер-сьорб», від якого неможливо відірватися, і який він їстиме «доки не лусне». Друзям вдається втекти, але Королева женеться за ними. Їх рятує Сьорб Маккензі, який жертвує заради них своїм життям (втомившись від щоденних гулянок).
Під час польоту на Землю професор намагається передати органам влади інформацію про справжній склад сьорбу, але Фрай, який не здатний перебороти свою звичку пити сьорб, перериває його і заперечує все, пояснюючи, що «старий з'їхав з глузду». Виробництво сьорбу триває.

## Визнання
У 2006 році на сайті «IGN» цій серії було присуджено третє місце у списку найкращих 25-ти серій «Футурами»  [Архівовано 17 лютого 2012 у WebCite].

## Пародії, алюзії, цікаві факти
- Вся серія, включно з назвою, пародіює книгу Роалда Дала «Чарлі та шоколадна фабрика», а також її екранізацію 1971 року «Віллі Вонка і шоколадна фабрика». Істоти, які зображують працівників фабрики, — ґронка-лонки — нагадують «умпа-лумп» з фабрики Віллі Вонки. А директор фабрики Слизько пародіює образ самого Віллі Вонки..
- Сьорб Маккензі є пародією на пса Спадза Маккензі, який був талісманом рекламної кампанії пива «Будвайзер» у 1987 році.
- Королева Сьорбу пародіює Королеву Чужих з фантастичного фільму «Чужі».
- Ідея створити «Новий Сьорб» є алюзією на спробу компанії «Кока-кола» створити продукт під назвою «Нова Кола», а також на розповсюджену чутку про те, що запуск «Нової Коли» був замислений лише з метою підняти попит на класичну колу.
- У крамниці сувенірів доктор Зойдберґ купує футболку з написом «שלורם», що мовою іврит вимовляється так само, як англійське слово «Slurm». Це ще один з натяків на те, що образ Зойдберґа базується на стереотипному єврейському характері.
- Ліла згадує напій з назвою «людокола» (англ. Soylent Cola), який є алюзією на фантастичний фільм 1973 року «Зелений сойлент», в якому зображено суспільство майбутнього, яке харчується універсальним продуктом під назвою «зелений сойлент». Наприкінці фільму з'ясовується, що сойлент виробляють із людських решток.
- Орган влади, якому професор намагається повідомити про склад сьорбу, має назву Бюро безалкогольних напоїв, тютюну і вонепальної зброї — пародія на справжнє відомство США «Бюро алкогольних напоїв, вогнепальної зброї та вибухових речовин».

## Особливості українського перекладу
- Рекламне гасло сьорбу: «Сьорбни раз — питимеш весь час!»
- У рекламному ролику Сьорб Маккензі вигукує: «Вамі-вам-вам-вазл, потусуємося разом!»
- Для лікування хворого Бендера Емі пропонує «бальзам Фіґнера».